# Канарский чёрный кулик-сорока
Канарский чёрный кулик-сорока (лат. Haematopus meadewaldoi) — вымершая птица семейства куликов-сорок (Haematopodidae). Обитал в восточной части Канарских островов. Последняя особь была поймана в дикой природе 1913 году.

## Замечания по систематике
До 1982 года таксон рассматривался в ранге подвида африканского вида Haematopus moquini. Некоторые орнитологи считали оба этих вида подвидом кулика-сороки (Haematopus ostralegus).

## Описание
Птица длиной 40—45 см. Масса тела составляла 600—800 г, самки были несколько тяжелее. Длина клюва 7—8 см у самцов и 8 см у самок. Длина цевки 5 см, крыла — 25—26,5 см.
Окраска чёрная, блестящая, за исключением беловатых перьев в нижней части крыльев. Клюв и радужина красновато-оранжевого цвета, ноги — тёмно-розовые, когтями цвета слоновой кости. Окраска молодых птиц остаётся неизвестной, однако по аналогии с другими видами рода, вероятно, имели тускло окрашенные голые части тела и буровато-серый пух, который обеспечивал маскировку от хищников.

## Ареал и вымирание
Канарский кулик был эндемиком Канарских островов, в частности Фуэртевентура, Лансароте и прилегающих к ним островов Канарского архипелага. Птицы населяли прибрежную зону. Основу питания составляли беспозвоночные. Особенности поведения и экологии в целом были сходны с таковыми у других представителей рода.
Снижение численности популяции было обусловлено чрезмерной заготовкой беспозвоночных приливной зоны, а также прямым беспокойством птиц со стороны человека и хищничеством завезённых на острова крыс и кошек. Последняя особь была поймана в 1913 году, а к 1940-м годам было окончательно заявлено о вымирании вида. В настоящее время считается вымершим видом птиц, поскольку исследования, проведённые в середине 1980-х годов, не смогли предоставить доказательств существования вида, несмотря на четыре убедительных отчёта с острова Тенерифе и Сенегала, сделанных между 1968 и 1981 годами.